# Bostrodes
Bostrodes là một chi bướm đêm thuộc họ Noctuidae.